# Bóng đá tại Đại hội Thể thao Đông Nam Á 2007 – Nam
Nội dung bóng đá nam tại Đại hội Thể thao Đông Nam Á 2007 được tổ chức tại Thái Lan từ ngày 1 tháng 12 đến ngày 14 tháng 12 năm 2007. Độ tuổi tham dự là từ 23 tuổi trở xuống, không có các cầu thủ quá tuổi.
Thái Lan đã bảo vệ thành công tấm huy chương vàng sau khi đánh bại Myanmar trong trận chung kết. Singapore giành tấm huy chương đồng sau khi vượt qua đương kim á quân Việt Nam.

## Lịch thi đấu
Dưới đây là lịch thi đấu cho nội dung bóng đá nam.
| G | Vòng bảng | ½ | Bán kết | B | Tranh huy chương đồng | F | Chung kết |

| T7 1 | CN 2 | T2 3 | T3 4 | T4 5 | T5 6 | T6 7 | T7 8 | CN 9 | T2 10 | T3 11 | T4 12 | T5 13 | T5 13 | T6 14 | T6 14 |
| ---- | ---- | ---- | ---- | ---- | ---- | ---- | ---- | ---- | ----- | ----- | ----- | ----- | ----- | ----- | ----- |
| G    | G    | G    | G    |      |      | G    | G    |      |       | ½     |       |       |       | B     | F     |

## Các quốc gia tham dự
8 đội tuyển trong tổng số 11 quốc gia Đông Nam Á đã tham dự nội dung thi đấu này. Philippines cũng được dự kiến để tham dự giải đấu, nhưng đã rút lui trước lễ bốc thăm.
| - Campuchia (CAM) - Indonesia (INA) - Lào (LAO) - Malaysia (MAS) | - Myanmar (MYA) - Singapore (SGP) - Thái Lan (THA) - Việt Nam (VIE) |

## Địa điểm
Ba địa điểm diễn ra các trận đấu bóng đá nam là sân vận động sinh nhật lần thứ 80, sân vận động thành phố Nakhon Ratchasima và sân vận động Surapala Keetha Sathan, cùng tại Nakhon Ratchasima. 
| Nakhon Ratchasima                 | Nakhon Ratchasima                   | Nakhon Ratchasima                        | Nakhon RatchasimaBóng đá tại Đại hội Thể thao Đông Nam Á 2007 – Nam (Thái Lan) |
| --------------------------------- | ----------------------------------- | ---------------------------------------- | ------------------------------------------------------------------------------ |
| Sân vận động sinh nhật lần thứ 80 | Sân vận động Surapala Keetha Sathan | Sân vận động thành phố Nakhon Ratchasima | Nakhon RatchasimaBóng đá tại Đại hội Thể thao Đông Nam Á 2007 – Nam (Thái Lan) |
| Sức chứa: 20.000                  | Sức chứa: 4.000                     | Sức chứa: 4.000                          | Nakhon RatchasimaBóng đá tại Đại hội Thể thao Đông Nam Á 2007 – Nam (Thái Lan) |
| không khung                       |                                     | không khung                              | Nakhon RatchasimaBóng đá tại Đại hội Thể thao Đông Nam Á 2007 – Nam (Thái Lan) |

## Đội hình
Các cầu thủ sinh từ ngày 1 tháng 1 năm 1984 trở về sau có đủ điều kiện tham dự giải đấu này. Mỗi đội tuyển được phép đăng ký tối đa 20 cầu thủ.

## Bốc thăm
Lễ bốc thăm được tổ chức vào chiều ngày 17 tháng 10 năm 2007 tại khách sạn Radisson Bangkok ở Băng Cốc, Thái Lan. Tám đội tuyển trong giải đấu nam được bốc thăm chia thành hai bảng, mỗi bảng bốn đội. Thái Lan và Việt Nam, với tư cách là đương kim vô địch và đương kim á quân của giải đấu lần trước, được chọn làm hạt giống tại hai bảng đấu; các đội còn lại được bốc thăm ngẫu nhiên.

## Trọng tài
Các trọng tài sau đây đã được lựa chọn để điều khiển tại giải đấu:
| Trọng tài - Mohd Hadimin Shabuddin - Nuon Yin Monarath - Suresh Srinivasan - Jimmy Napitupulu - C. Ravichandran - Daud Abbas - Mahapab Chaiya Alee - Valentin Kovalenko - Đặng Thanh Hạ | Trợ lý trọng tài - Chandau Degat - Thuy Vichika - Muhammad Yunus Suaidi - Phongsansit Xaypaseuth - Idzha Salim - U Kyaw Win - Roberto Hernandez - Omar Rosli - Kangram Preecha |

## Vòng bảng
Hai đội đứng đầu mỗi bảng lọt vào vòng bán kết.
Các tiêu chí xếp hạng
Các đội được xếp hạng theo điểm (3 điểm cho 1 trận thắng, 1 điểm cho 1 trận hòa và 0 điểm cho 1 trận thua), và nếu bằng điểm, các tiêu chí sau đây sẽ được áp dụng theo thứ tự, để xác định thứ hạng:
1. Hiệu số bàn thắng thua trong tất cả các trận đấu bảng;
2. Số bàn thắng ghi được trong tất cả các trận đấu bảng;
3. Điểm trong các trận đối đầu trực tiếp giữa các đội bằng điểm;
4. Hiệu số bàn thắng thua trong các trận đối đầu trực tiếp giữa các đội bằng điểm;
5. Số bàn thắng ghi được trong các trận đối đầu trực tiếp giữa các đội bằng điểm;
6. Nếu có nhiều hơn hai đội bằng điểm, và sau khi áp dụng tất cả các tiêu chí đối đầu ở trên, một nhóm nhỏ các đội vẫn còn bằng điểm nhau, tất cả các tiêu chí đối đầu ở trên được áp dụng lại cho riêng nhóm này;
7. Sút luân lưu nếu chỉ có hai đội bằng điểm và gặp nhau ở lượt trận cuối cùng của bảng;
8. Bốc thăm.

### Bảng A
| VT | Đội          | ST | T | H | B | BT | BB | HS  | Đ | Giành quyền tham dự     |
| -- | ------------ | -- | - | - | - | -- | -- | --- | - | ----------------------- |
| 1  | Thái Lan (H) | 3  | 3 | 0 | 0 | 13 | 3  | +10 | 9 | Vòng đấu loại trực tiếp |
| 2  | Myanmar      | 3  | 1 | 1 | 1 | 8  | 5  | +3  | 4 | Vòng đấu loại trực tiếp |
| 3  | Indonesia    | 3  | 1 | 1 | 1 | 4  | 3  | +1  | 4 |                         |
| 4  | Campuchia    | 3  | 0 | 0 | 3 | 3  | 17 | −14 | 0 |                         |

| Indonesia                               | 3–1      | Campuchia    |
| --------------------------------------- | -------- | ------------ |
| Airlangga 39' · Wanggai 83' · Ardan 88' | Chi tiết | Vathanak 81' |

| Myanmar                           | 2–3      | Thái Lan                                      |
| --------------------------------- | -------- | --------------------------------------------- |
| Si Thu Than 71' · Prat 77' (l.n.) | Chi tiết | Teeratep 45+1' · Wuttichai 51' · Teerasil 59' |

| Indonesia | 0–0      | Myanmar |
| --------- | -------- | ------- |
|           | Chi tiết |         |

| Campuchia | 0–8      | Thái Lan                                                                 |
| --------- | -------- | ------------------------------------------------------------------------ |
|           | Chi tiết | Apipoo 7' · Teeratep 40', 49' · Adul 43' · Anon 47', 83', 88' · Tana 67' |

| Myanmar                                                                          | 6–2      | Campuchia                     |
| -------------------------------------------------------------------------------- | -------- | ----------------------------- |
| Si Thu Win 19', 60' · Yazar Win Thein 36' · Si Thu Than 45', 90+1' · Pai Soe 58' | Chi tiết | Vathanak 20' · Sokumpheak 47' |

| Thái Lan                | 2–1      | Indonesia  |
| ----------------------- | -------- | ---------- |
| Teeratep 15' · Anon 45' | Chi tiết | Jajang 17' |

### Bảng B
| VT | Đội       | ST | T | H | B | BT | BB | HS | Đ | Giành quyền tham dự     |
| -- | --------- | -- | - | - | - | -- | -- | -- | - | ----------------------- |
| 1  | Việt Nam  | 3  | 2 | 0 | 1 | 7  | 5  | +2 | 6 | Vòng đấu loại trực tiếp |
| 2  | Singapore | 3  | 1 | 2 | 0 | 5  | 4  | +1 | 5 | Vòng đấu loại trực tiếp |
| 3  | Malaysia  | 3  | 1 | 1 | 1 | 6  | 4  | +2 | 4 |                         |
| 4  | Lào       | 3  | 0 | 1 | 2 | 1  | 6  | −5 | 1 |                         |

| Việt Nam                               | 3–1      | Malaysia   |
| -------------------------------------- | -------- | ---------- |
| Lê Công Vinh 47', 64' · Võ Duy Nam 80' | Chi tiết | Zaquan 69' |

| Singapore | 0–0      | Lào |
| --------- | -------- | --- |
|           | Chi tiết |     |

| Malaysia                                | 4–0      | Lào |
| --------------------------------------- | -------- | --- |
| Hadi 69' · Safee 76', 90+3' · Safiq 84' | Chi tiết |     |

| Singapore                                              | 3–2      | Việt Nam                                         |
| ------------------------------------------------------ | -------- | ------------------------------------------------ |
| Đoàn Việt Cường 7' (l.n.) · Fazrul 25' · Shahril 45+1' | Chi tiết | Phan Thanh Bình 54' · Lê Công Vinh 90+2' (ph.đ.) |

| Lào        | 1–2      | Việt Nam                                  |
| ---------- | -------- | ----------------------------------------- |
| Singto 16' | Chi tiết | Đoàn Việt Cường 27' · Phan Thanh Bình 44' |

| Malaysia | 1–1      | Singapore  |
| -------- | -------- | ---------- |
| Hadi 71' | Chi tiết | Casmir 80' |

## Vòng đấu loại trực tiếp
Trong vòng đấu loại trực tiếp, nếu một trận đấu có kết quả hòa sau 90 phút:
- Tại trận tranh huy chương đồng, sẽ không thi đấu hiệp phụ, trận đấu được quyết định bằng loạt sút luân lưu.
- Tại trận bán kết và trận chung kết, sẽ tổ chức thi đấu hiệp phụ (không áp dụng luật bàn thắng vàng). Nếu kết quả vẫn hòa sau hiệp phụ, loạt sút luân lưu sẽ được sử dụng để xác định đội thắng.

### Sơ đồ
|  | Bán kết                         | Bán kết  |                                 |   | Trận tranh huy chương vàng | Trận tranh huy chương vàng |
|  |                                 |          |                                 |   |                            |                            |
|  | 11 tháng 12 – Nakhon Ratchasima |          |                                 |   |                            |                            |
|  |                                 |          |                                 |   |                            |                            |
|  | Việt Nam                        | 0 (1)    |                                 |   |                            |                            |
|  | Việt Nam                        | 0 (1)    | 14 tháng 12 – Nakhon Ratchasima |   |                            |                            |
|  | Myanmar (p)                     | 0 (3)    |                                 |   |                            |                            |
|  | Myanmar (p)                     | 0 (3)    | Myanmar                         | 0 |                            |                            |
|  | 11 tháng 12 – Nakhon Ratchasima |          | Myanmar                         | 0 |                            |                            |
|  |                                 | Thái Lan | 2                               |   |                            |                            |
|  | Thái Lan                        | Thái Lan | 2                               | 3 |                            |                            |
|  | Thái Lan                        |          |                                 | 3 |                            |                            |
|  | Singapore                       | 0        |                                 |   |                            |                            |
|  | Singapore                       | 0        | Trận tranh huy chương đồng      |   |                            |                            |
|  |                                 |          |                                 |   |                            |                            |
|  | 14 tháng 12 – Nakhon Ratchasima |          |                                 |   |                            |                            |
|  |                                 |          |                                 |   |                            |                            |
|  | Việt Nam                        | 0        |                                 |   |                            |                            |
|  | Việt Nam                        | 0        |                                 |   |                            |                            |
|  | Singapore                       | 5        |                                 |   |                            |                            |

### Các trận đấu

#### Bán kết
| Việt Nam                                                                | 0–0      | Myanmar                                                 |
| ----------------------------------------------------------------------- | -------- | ------------------------------------------------------- |
|                                                                         | Chi tiết |                                                         |
| Loạt sút luân lưu                                                       |          |                                                         |
| Lê Công Vinh · Nguyễn Vũ Phong · Mai Xuân Hợp · Nguyễn Thành Long Giang | 1–3      | Zaw Htet Aung · Myo Min Tun · Yazar Win Thein · Moe Win |

| Thái Lan                            | 3–0      | Singapore |
| ----------------------------------- | -------- | --------- |
| Wuttichai 22' · Anon 45' · Prat 77' | Chi tiết |           |

#### Tranh huy chương đồng
| Việt Nam | 0–5      | Singapore                                       |
| -------- | -------- | ----------------------------------------------- |
|          | Chi tiết | Shahril 37' · Fazrul 44', 52', 56' · Casmir 79' |

#### Tranh huy chương vàng
| Myanmar | 0–2      | Thái Lan                |
| ------- | -------- | ----------------------- |
|         | Chi tiết | Anon 15' · Teeratep 39' |

### Huy chương vàng
| Bóng đá nam Đại hội Thể thao Đông Nam Á 2007 |
| -------------------------------------------- |
| · Thái Lan · Lần thứ 13                      |

## Thống kê

### Cầu thủ ghi bàn
Đã có 56 bàn thắng ghi được trong 16 trận đấu, trung bình 3.5 bàn thắng mỗi trận đấu.
6 bàn thắng
- Anon Sangsanoi

5 bàn thắng
- Teerathep Winothai

4 bàn thắng
- Fazrul Nawaz

3 bàn thắng
- Lê Công Vinh
- Si Thu Than

2 bàn thắng
- Teab Vathanak
- Mohd Safee Mohd Sali
- Mohd Amirul Hadi Zainal
- Si Thu Win
- Sharil Ishak
- Agu Casmir
- Wuttichai Tathong
- Phan Thanh Bình

1 bàn thắng
- Kouch Sokumpheak
- Airlangga Sucipto
- Imanuel Wanggai
- Ardan Aras
- Jajang Mulyana
- Lamnao Singto
- Mohd Zaquan Adha Abdul Radzak
- Mohd Safiq Rahim
- Yazar Win Thein
- Pai Soe
- Teerasil Dangda
- Apipu Suntornpanavej
- Adul Lahso
- Tana Chanabut
- Prat Samakrat
- Võ Duy Nam
- Đoàn Việt Cường

1 bàn phản lưới nhà
- Prat Samakrat (trong trận gặp Myanmar)
- Đoàn Việt Cường (trong trận gặp Singapore)

### Bảng xếp hạng
| VT | Đội          | ST | T | H | B | BT | BB | HS  | Đ  | Kết quả chung cuộc        |
| -- | ------------ | -- | - | - | - | -- | -- | --- | -- | ------------------------- |
| 1  | Thái Lan (H) | 5  | 5 | 0 | 0 | 18 | 3  | +15 | 15 | Vô địch - Huy chương vàng |
| 2  | Myanmar      | 5  | 1 | 2 | 2 | 8  | 7  | +1  | 5  | Á quân - Huy chương bạc   |
| 3  | Singapore    | 5  | 2 | 2 | 1 | 10 | 7  | +3  | 8  | Hạng ba - Huy chương đồng |
| 4  | Việt Nam     | 5  | 2 | 1 | 2 | 7  | 10 | −3  | 7  | Hạng tư                   |
|    |              |    |   |   |   |    |    |     |    |                           |
| 5  | Malaysia     | 3  | 1 | 1 | 1 | 10 | 8  | +2  | 4  | Bị loại ở vòng bảng       |
| 6  | Indonesia    | 3  | 1 | 1 | 1 | 4  | 3  | +1  | 4  | Bị loại ở vòng bảng       |
| 7  | Lào          | 3  | 0 | 1 | 2 | 1  | 6  | −5  | 1  | Bị loại ở vòng bảng       |
| 8  | Campuchia    | 3  | 0 | 0 | 3 | 3  | 17 | −14 | 0  | Bị loại ở vòng bảng       |

## Tranh cãi

### Lịch thi đấu có lợi cho chủ nhà
Phía Malaysia và Việt Nam đã lên tiếng phản ứng về lịch thi đấu được sắp xếp một cách có lợi tối đa cho chủ nhà Thái Lan. Theo đó, các trận đấu của bảng B diễn ra trước bảng A của đội chủ nhà, và đến lượt trận cuối, các trận đấu bảng A lại được diễn ra trước để có lợi thế nghỉ nhiều hơn 1 ngày so vơi các đội ở bảng B.